# برایان برادلی
برایان برادلی (انگلیسی: Brian Bradley؛ زادهٔ ۲۱ ژانویهٔ ۱۹۶۵) بازیکن هاکی روی یخ اهل کانادا است.
از باشگاه‌هایی که در آن بازی کرده‌است می‌توان به کلگری فلیمس، ونکوور کناکز، و تمپا بی لایتنینگ اشاره کرد.